# Matteo Tonelli
Matteo Tonelli, född 28 december 2000 i Terni, är en italiensk roddare. 

## Karriär
I september 2019 vid U23-EM i Ioánnina tog Tonelli silver tillsammans med Tommaso Molinari, Gioele Pison och Alessio Bozzano i lättvikts-scullerfyra. I juli 2021 vid U23-VM i Račice tog han brons tillsammans med Giulio Acernese, Alessandro Benzoni och Giovanni Borgonovo i lättvikts-scullerfyra. I juli 2022 vid U23-VM i Varese tog Tonelli guld tillsammans med Luca Borgonovo, Nicolò Demiliani och Krystian Maron i lättvikts-scullerfyra.
I augusti 2023 vid sommaruniversiaden i Chengdu tog Tonelli guld tillsammans med Giovanni Borgonovo i lättvikts-dubbelsculler samt silver i mixad scullerfyra tillsammans med Sara Borghi, Ilaria Corazza och Giovanni Borgonovo. I september 2023 vid VM i Belgrad tog han guld tillsammans med Luca Borgonovo, Nicolò Demiliani och Pietro Ruta i lättvikts-scullerfyra.